# باتريك كيسي
باتريك كيسي (بالإنجليزية: Patrick Casey)‏ هو كاتب سيناريو وممثل أمريكي، ولد في 19 ديسمبر 1978 في الولايات المتحدة.

## وصلات خارجية
- باتريك كيسي على موقع IMDb (الإنجليزية)
- باتريك كيسي على موقع ألو سيني (الفرنسية)
- باتريك كيسي على موقع أول موفي (الإنجليزية)
- باتريك كيسي على موقع قاعدة بيانات الفيلم (الإنجليزية)
- باتريك كيسي على موقع كينوبويسك (الروسية)